# Пронин, Иван Григорьевич
Ива́н Григо́рьевич Про́нин (род. 10 октября 1947, Ухта) — советский лыжник, выступавший на всесоюзном уровне в начале 1970-х — конце 1980-х годов. На соревнованиях представлял добровольное спортивное общество «Труд» и ЦСКА, чемпион СССР, чемпион Универсиады в Рованиеми, участник зимних Олимпийских игр в Саппоро, мастер спорта СССР международного класса по лыжным гонкам.

## Биография
Иван Пронин родился 10 октября 1947 года в городе Ухта Коми АССР. После окончания средней общеобразовательной школы поступил в Ухтинский индустриальный институт (ныне Ухтинский государственный технический университет). Серьёзно заниматься лыжами начал с юных лет, побеждал на соревнованиях городского и республиканского значения в разных дисциплинах лыжных гонок.
Первого серьёзного успеха на всесоюзном уровне добился в сезоне 1970 года, когда вошёл в основной состав сборной команды добровольного спортивного общества «Труд» и побывал на чемпионате СССР в Первоуральске, откуда привёз награду бронзового достоинства, выигранную в программе эстафеты 4 × 10 км. Будучи студентом, отправился представлять страну на зимней Универсиаде в Рованиеми и завоевал там золотую медаль в индивидуальной гонке на 15 км. На всесоюзном первенстве 1971 года в Мурманске одержал победу в эстафете и стал бронзовым призёром в гонке на 30 км, уступив на финише только москвичам Фёдору Симашеву и Владимиру Воронкову.
Благодаря череде удачных выступлений удостоился права защищать честь страны на зимних Олимпийских играх 1972 года в Саппоро — стартовал здесь в индивидуальной гонке на 50 км и занял в итоге пятнадцатое место, отстав от победившего норвежца Пола Тюлдума более чем на шесть минут.
Впоследствии перешёл в лыжную команду ЦСКА и ещё в течение многих лет продолжал выступать на соревнованиях по лыжным гонкам. Так, известно, что в 1987 году он выиграл бронзовую медаль на чемпионате РСФСР в Петрозаводске. За выдающиеся спортивные достижения удостоен почётного звания «Мастер спорта СССР международного класса».
После завершения спортивной карьеры занялся тренерской деятельностью, работал тренером по лыжным гонкам в ЦСКА. Позже занимал должность начальника управления зимних видов спорта ЦСКА. Начиная с 2001 года один из этапов первенства Республики Коми традиционно проводится в Ухте в честь Ивана Григорьевича Пронина.